# Nina Søbye
Nina Søbye née le 4 août 1956 à Hamar, est une coureuse cycliste norvégienne.

## Palmarès sur route
- 1979
  - 3e du championnat de Norvège sur route
- 1980
  -  Championne de Norvège sur route
  - 28e du contre-la-montre aux championnats du monde
- 1981
  - 3e du championnat de Norvège sur route
- 1982
  - 3e du GP Skandinavie
  - 16e du contre-la-montre aux championnats du monde
- 1983
  -  Championne de Norvège sur route
  - 2e du GP Skandinavie
- 1984
  - 3e du Coors Classic
  - 18e de la course en ligne des Jeux olympiques à Los Angeles